# Notylia koehleri
Notylia koehleri är en orkidéart som beskrevs av Rudolf Schlechter. Notylia koehleri ingår i släktet Notylia och familjen orkidéer.
Artens utbredningsområde är Peru. Inga underarter finns listade i Catalogue of Life.